# Guillotina (màquina d'oficina)

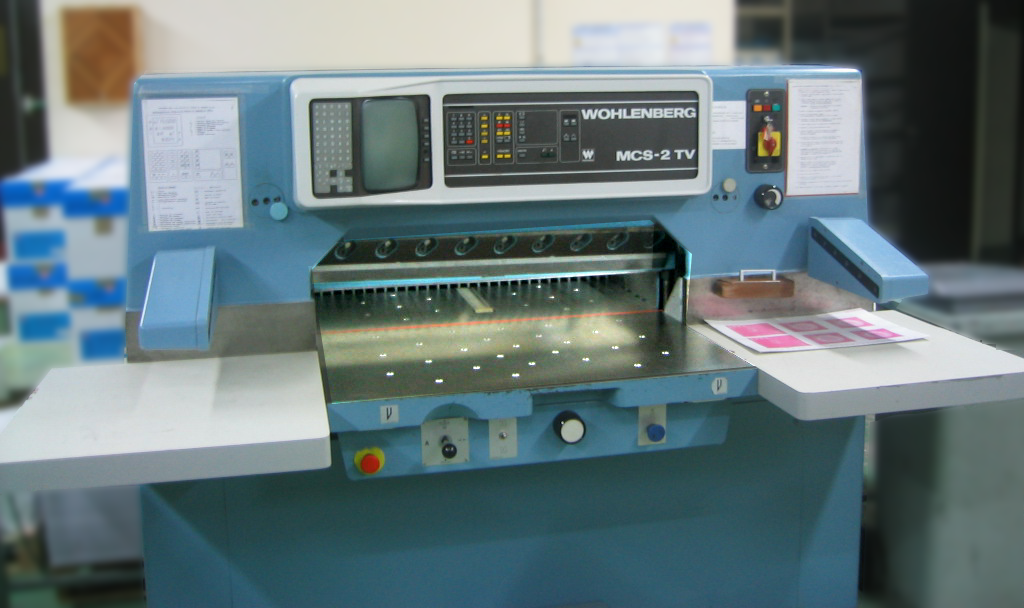
Guillotina

Una guillotina o cisalla és una màquina destinada a tallar paper i d'altres materials, mitjançant a un braç mòbil en un dels costats d'un tauler. Aquestes màquines es troben en el sector de la impremta (preparació de fulls per imprimir, afaiçonament i la metal·lúrgia.

## Origen

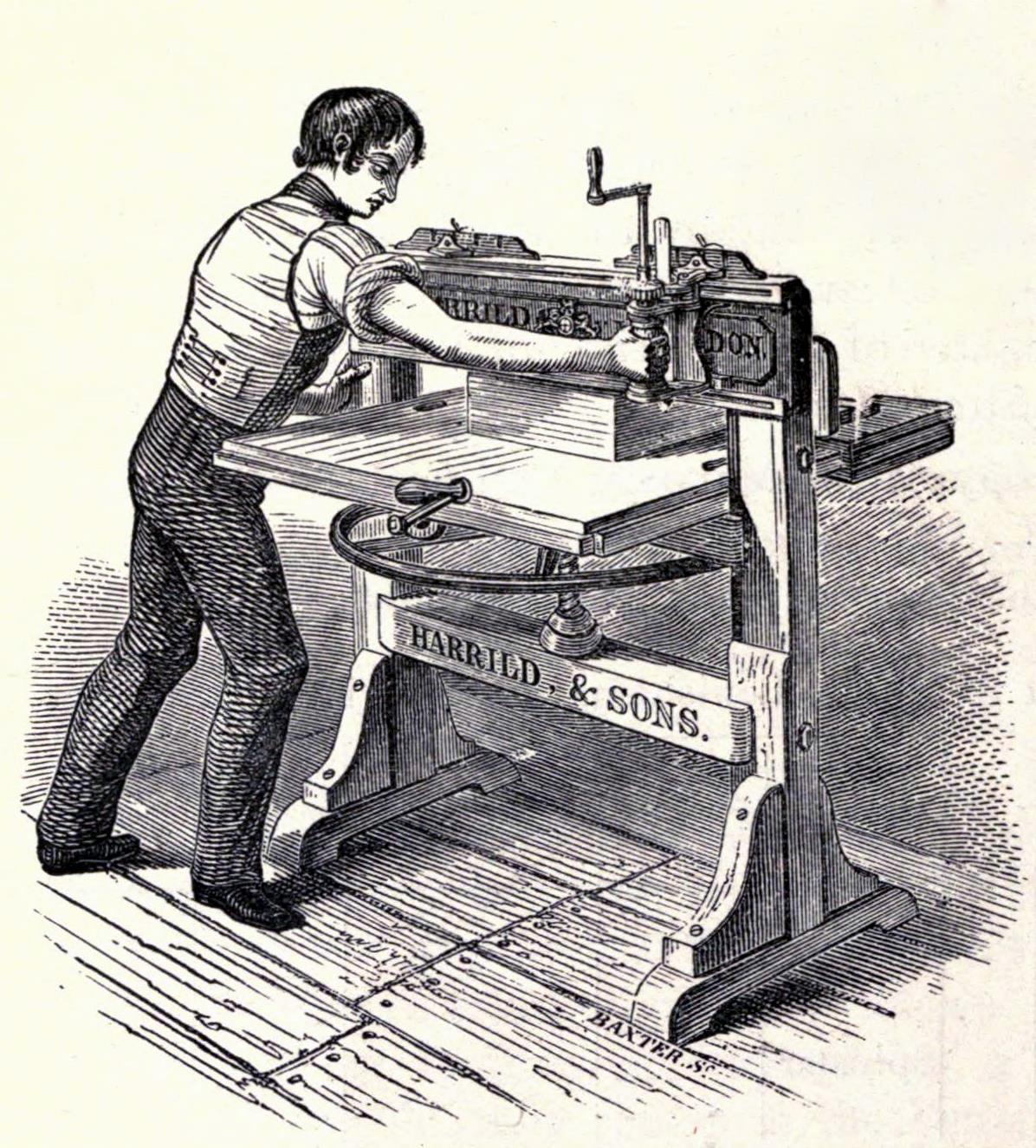
Màquina per a tallar el paper, cap al 1820

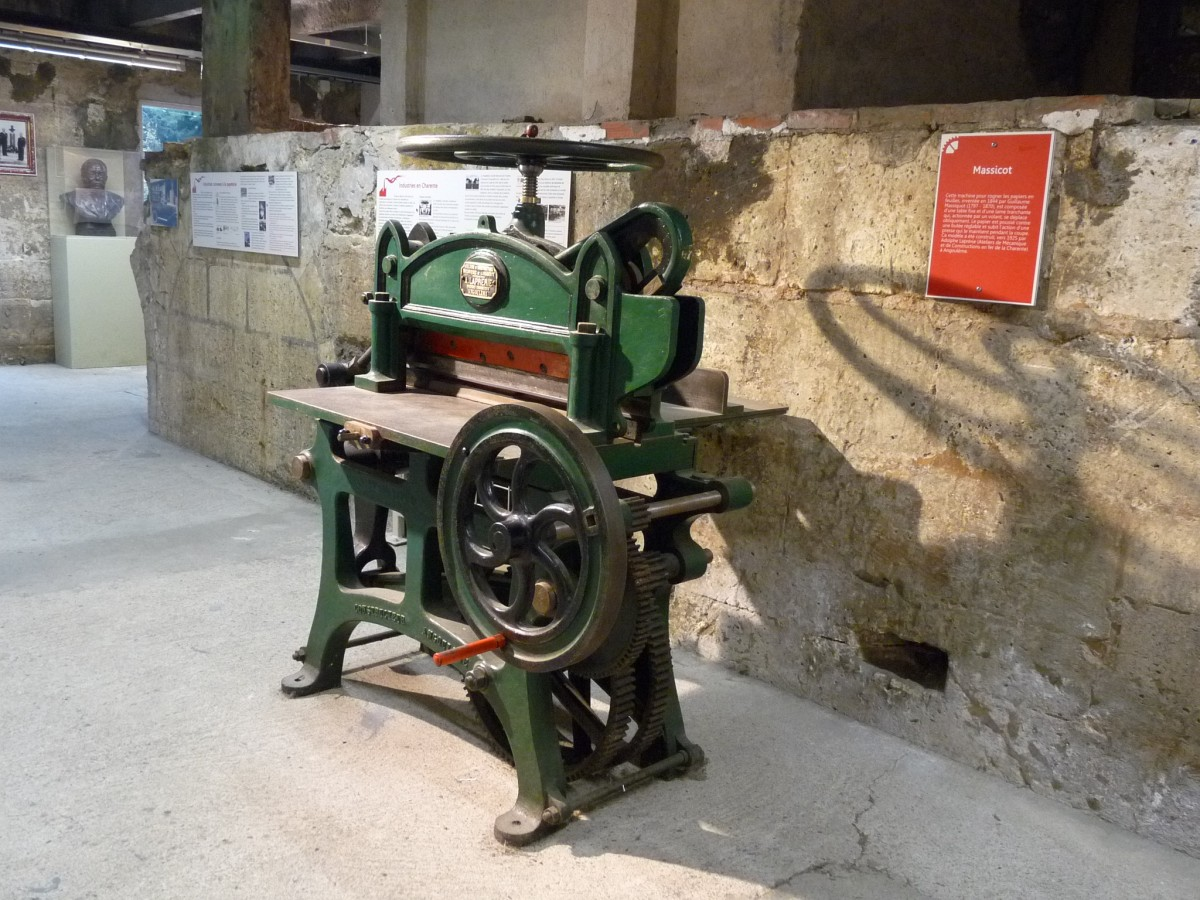
Màquina amb mecanisme de transmissió de força format per rodes dentades. Museu del Paper d'Angulema

Cap el 1830, es comencen a utilitzar màquines per tallar el paper. El 1837, Thirault construeix una màquina amb ganiveta fixa. El 18 de març de 1844, Guillaume Massiquot (1797-1870) presenta la patent de la seva màquina. Abans de patentar la seva invenció, Massiquot havia construït un model amb palanca tal com es pot veure encara avui dia: la palanca estira una biela que entrena un porta-ganiveta fins a la taula i el remunta. En canvi, el massicot patentat era entrenat per un volant i un engranatge manual: una premsa bloca la pila de paper, mentre que una ganiveta o làmina amb moviment oblic baixa per tallar el paper. El principi de tall és ganiveta contra suport, diferent d'aquell de la cisalla que utilitza el principi de ganiveta i contra-ganiveta. Aquest principi és sempre el de les guillotines contemporànies. Del segle xix ençà les guillotines van essent perfeccionades pels fabricants Fomm i Krause a Alemanya, Furnival a Anglaterra, Oswego i Seybold als Estats Units.

## Disseny
La guillotina es compon d'un bastiment sòlid que dona suport a una taula de treball superada per un arc que conté la premsa i la ganiveta. Taules laterals reben eventualment les piles de paper per retallar. En la part de darrere de la taula es troba un escaire, la posició del qual es pot regular amb molta precisió i que defineix l'amplada de tall. La pila de paper per tallar és molt pròxim a aquest escaire, i uns punts de referència (avui lluminosos) permeten controlar l'alineació de les marques de tall impreses. La taula de treball és perforada amb forats que bufen aire que, gràcies a un matalàs pneumàtic, faciliten el desplaçament del paper. Finalment, l'operador, per seguretat, trepitja simultàniament un pedal i dos botons que desencadenen la davallada de la premsa i de la ganiveta.
Existeixen també guillotines amb diverses ganivetes que fan més fàcil tallar certes peces, com la guillotina trilateral per als llibres.
Els models disponibles ofereixen un vast ventall de possibilitats d'aplicació. Els models més petits, d'una obertura a partir de 66 cm, es poden utilitzar en impremtes integrades o empreses que han de produir formats més petits. Hi ha guillotines més grosses, d'una obertura de fins a 2 m, que treballen sovint en sistemes interconnectats complexos.

## Seguretat
Les guillotines en el passat han provocat molts accidents. Per això, les mesures de seguretat són particularment reforçades: obligació d'utilitzar les dues mans i un peu per desencadenar el tallament; protecció per detectors infrarojos; impossibilitat d'engegar si el capot protector s'ha desmuntat; nombrosos polsadors d'aturada «cop de puny» en garanteixen la seguretat…

## Informàtica
Les guillotines modernes són proveïdes d'una puça electrònica que permet d'integrar-les en sistemes interconnectats en xarxa. La informàtica permet memoritzar programes complexos que integren una multitud de funcions i amb l'afegiment de perifèrics tals com elevadors, vibradora, carregadors, (des)empiladors, de constituir línies (o cadenes) de tall, fent així el treball menys penós, més ràpid i més segur.